# Hussein Hilmi Pascha

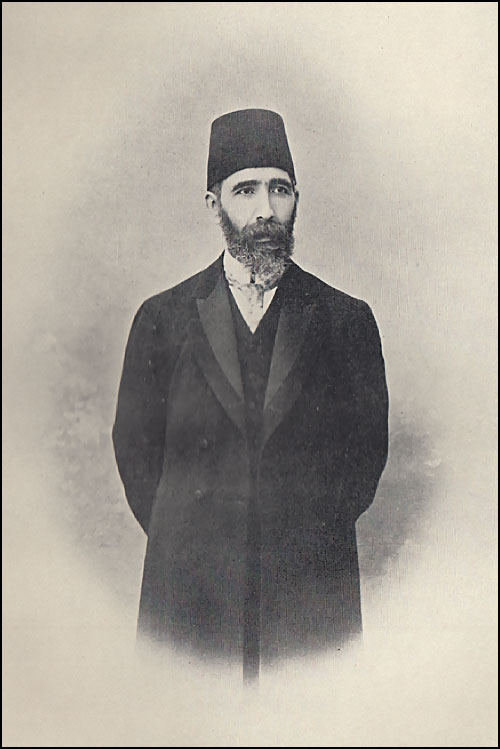
Hüseyin Hilmi Pascha

Hussein Hilmi Pascha, alternativt skrivsätt Hüseyin Hilmi Pascha, ofta kallad Hilmi Pasha, född 1855, död 1922, var en ottomansk och turkisk politiker.
Hilmi Pascha föddes på Mytilene 1855 som son till en köpman och började som ung arbeta i faderns rörelse. Han blev 1882 generalsekreterare för vilajetet Smyrna, senare guvernör för vilajetet Adana och därefter för Jemen. Han fick 1902 det svåra uppdraget att som Turkiets generalinspektör över de tre makedonska vilajeten genomföra det så kallade Mürzstegprogrammet. Programmet, som kom till genom ett avtal mellan Ryssland och Österrike, syftade till att under internationell medverkan omorganisera och förbättra den turkiska förvaltningen i Makedonien. Uppdraget innebar att balansera mellan stormakternas reformkrav och den osmanska regeringens motvilja mot utländsk inblandning, och Hilmi Pascha visade skicklighet i detta uppdrag. Resultatet blev bland annat en rättvisare skattefördelning, förändrad skatteuppbördssystem, omorganisering av gendarmeriet och en påbörjad rättegångsreform.
I januari 1909 blev Hilmi Pascha inrikesminister i Kâmil Paschas regering, mot bakgrund av att han visat prov på nytänkande utan att fullt ut ansluta sig till ungturkarna. En kort tid därefter tvingades Kâmil Pascha avgå på grund av en konflikt med den nya parlamentet. Hamil Pascha blev därför 14 februari 1909 hans efterträdare som storvesir. När en reaktionär soldatrevolt inleddes Konstantinopel i april 1909 ville dock Hilmi Pascha inte slå ner denna med våld, utan avgick från storvesirsposten 13 april och ersattes av Ahmed Tevfik Pascha. Efter att ungturkarna ett par veckor senare intagit Konstantinopel, slagit ner militärrevolten, avsatt Abd ül-Hamid II och där framgångsrikt genomfört sin revolution blev Hilmi Pascha åter storvesir i några månader. Han utsågs 5 maj 1909 till posten av Mehmet V, och ledde ett liberalt och författningstroget kabinett, men avgick i december 1909.
Hilmi Pascha var under perioden juli-augusti 1912 justitieminister i Ahmed Muhtar Paschas regering, och hans avgång orsakades av en skarp konflikt med ungturkiska kommitténs ledare. November 1912-oktober 1918 avr han Turkiets minister i Wien.